# Xã Liberty, Quận Wexford, Michigan
Xã Liberty (tiếng Anh: Liberty Township) là một xã thuộc quận Wexford, tiểu bang Michigan, Hoa Kỳ. Năm 2010, dân số của xã này là 861 người.